# 野口村 (岐阜県)
野口村（のぐちむら）は、かつて岐阜県養老郡にあった村である。
現在の大垣市野口町などに該当する。
当村発足時は多芸郡の村であったが、郡の合併により養老郡の村となっている。

## 歴史
- 江戸時代、この地域は大垣藩領であったが、寺社（宝光院）領も存在した。
- 1889年（明治22年）7月1日 - 町村制により野口村が発足。
- 1897年（明治30年）4月1日[2] - 多芸郡の大部分と上石津郡と合併して養老郡となる。野口村は養老郡の村となる。
- 1897年（明治30年）4月1日 - 不破郡綾野村と合併し、不破郡綾里村となる。同日野口村は廃止。

## 神社・仏閣
- 宝光院